# François-Henry Laperrine
Pour les articles homonymes, voir Laperrine.
Marie Joseph François Henry Laperrine d'Hautpoul est un officier général français né le 29 septembre 1860 à Castelnaudary et mort accidentellement le 5 mars 1920 dans le Tanezrouft (Algérie) durant la première traversée aérienne du Sahara. Explorateur, fondateur des Méharistes, c'est un général de division et ami de Charles de Foucauld.

## Biographie

### Origines et enfance
François-Henry Laperrine d’Hautpoul est le fils de Pauline Salaman (1827-) et d'Alphonse Laperrine d'Hautpoul (1814-1874), receveur des finances à Castelnaudary, ville où il naît le 29 septembre 1860.
Son père est l'un des fils de Charles Guillaume Dominique Laperrine, descendant de juristes puis de drapiers, et de Joséphine Henriette d'Hautpoul (de la Famille d'Hautpoul), dite « Pauline » (1783-1865), sœur de Alphonse Henri d'Hautpoul. Les Hautpoul ont pour leur part une longue tradition militaire, depuis le Moyen Âge. Charles Guillaume Dominique Laperrine d'Hautpoul (1781-1847), député, est donc l'un de ses grands-pères.
Sa mère Pauline Salaman est l'une des filles de Jules Salaman (mort en 1874) et de Victorine Laperrine d'Hautpoul, elle-même l'une des filles de Charles Guillaume Dominique Laperrine d'Hautpoul (1781-1847) et de Joséphine Henriette (dite "Pauline") d'Hautpoul.
Ses parents l'élèvent avec sept autres enfants : Marie Dominique Edouard (1846-1884), Paul Gaston (1848-1919), qui sera évêque de Caryste, Amédée Charles (1850-1853), Raoul (1854-), Armand (1856-1920), Georges et Marie-Louise (1862).
Il étudie au collège de Sorèze. Son buste se trouve dans la Salle des Illustres de l'Abbaye-école de Sorèze.

### Officier en Afrique
Il entre à Saint-Cyr en octobre 1878, 63e promotion, baptisée des « Zoulous ». Il se classe au soixante-neuvième rang du concours d'entrée, sur trois cent soixante-dix. En 1878, son futur ami Charles de Foucauld termine l'école d'officiers de Saint-Cyr.
Passé par l'école de cavalerie de Saumur, sa formation s'achève en 1880 (il sort cent soixante-cinquième de la 63e promotion) ; sous-lieutenant, il arrive en Afrique en 1881, au 4e régiment de chasseurs d'Afrique. Affecté par la suite en Tunisie, il se trouve à Médéa, au 4e régiment de spahis tunisien, en 1885.
De 1889 à 1891, il combat au Sénégal. Avec l’escadron de spahis du Sénégal, il participe à plusieurs « colonnes » ou opérations de guerre. Il prend ainsi connaissance des techniques de reconnaissance, de guerre de mouvement, d'embuscade et de surprise, de siège et de fortifications, élaborées notamment par les ingénieurs et artilleurs de marine, tels que Gustave Borgnis-Desbordes et conduites par Louis Archinard,. Il participe aux combats contre Samory Touré, à partir de 1882.
Laperrine commande le 2e escadron de spahis soudanais, qui se bat contre les Touaregs près de Tombouctou. En 1888, il publie une étude sur les rôles d'un escadron de cavalerie dans la lutte contre-insurrectionnelle. Nommé capitaine, il est fait chevalier de la Légion d'honneur en avril 1892, à trente-deux ans.

### Explorateur au Sahara
En 1859, le saint-simonien Henri Duveyrier réalise la première exploration française et géographique du Sahara. Il décrit les tribus locales dans son livre Les Touareg du Nord (1864, avec Auguste Warnier) sans mentionner leur animosité.
Le 16 février 1881, les Touaregs massacrent la mission Flatters, au puits de Bir el-Garama. Ceghir ben Cheikh assène le coup fatal au colonel Flatters.
En 1890, la carte du Sahara réalisée par Georges Rolland, géologue, polytechnicien et ingénieur des mines, porte une nouvelle conception du désert dont rend compte son intitulé L’Afrique française : ce qu’elle est, ce quelle doit être. Cette carte propose de faire du désert une voie d’accès.
En 1891, la prise d'El Goléa, puis celle de Tombouctou en 1894 confortent la position française au Sahara.
En 1897, Laperrine est affecté au Sahara, à l’Escadron de spahis sahariens ; il constate son manque d'efficacité dans les combats dans le désert.
Le 6 juillet 1901 il est désigné pour diriger le commandement militaire supérieur des oasis sahariennes, qui est autonome et se compose de trois unités, ou « Annexes » : celle d'In Salah, celle de Timimoun et la troisième, du Touat.
Il recrute et organise les Compagnies méharistes sahariennes, créées officiellement par la loi de finances du 30 mars 1902, puis revues en profondeur par le décret du 1er août 1905. Les trois premières Compagnies sahariennes sont positionnées auprès des trois Annexes. Laperrine cherche à accroître leur mobilité contre les pillards nomades. Nomades, autonomes, réactives, propriétaires de leurs montures, ces troupes semi-régulières sont formidablement adaptées aux missions militaires dans le désert,. En 1904, il crée la Compagnie saharienne de la Saoura et celle de Colomb-Béchar et remplace le principe de l'engagement militaire de deux années par un recrutement au mois (le commissionnement). En 1905, les Compagnies sahariennes revues sont de nouveau au nombre de trois : la Compagnie saharienne du Touat, la Compagnie saharienne du Tidikelt et la Compagnie saharienne de Colomb-Béchar. La première est basée au groupe d'oasis du Touat-Gouara, comme réserve mobile contre les Berabers. La deuxième veille sur In-Salah et Anouef, et dispose d'un important groupe mobile de méharistes. La troisième est une unité de cavalerie légère.
Arpentant le désert, Laperrine approche le ksar El Arab, près d’In Salah, ville interdite aux Européens. Il combat le mythe de l’invincibilité des Touaregs, entretenu par Henri Duveyrier après le massacre de la mission Flatters (16 février 1881). Laperrine porte ses efforts sur le recensement des populations, la cartographie des lieux, l'eau, l'agriculture, les communications (lignes postale, télégraphique et téléphonique entre El Goléa et Timimoun), la vie et les usages des Touaregs, ainsi que le relevé des axes de circulation. Les razzias des Touaregs et des Berabers sont incessantes.
Le capitaine Louis Pein soumet et investit In Salah en 1899.
Le 22 avril 1900, la mission Foureau-Lamy partie en 1898 d'Alger touche le fleuve Niger, dans une fin tragique pour le commandant Lamy.
En 1901, le 6 juillet, Laperrine est nommé commandant militaire supérieur des oasis sahariennes.
Il agit de confiance avec son adjoint, le commandant Gaston Cauvet, son camarade de promotion à Saint-Cyr, ainsi qu'avec des officiers comme le lieutenant Gaston-Ernest Cottenest. Ce dernier remporte la victoire de Tit, le 7 mai 1902. Le chef touareg Mohammed Ag Bessa y trouve la mort ; le Hoggar est soumis.
En 1905, Laperrine rédige les « Directives pour la formation, le commandement et l’instruction des compagnies sahariennes » qui dépeignent les principes mis en place et calquent l'entraînement du méhariste sur celui de ses ennemis.

### Organisateur au Sahara
En 1903, Laperrine est chargé d'établir la liaison entre l'Algérie et le Niger, via le Sahara et par l'intermédiaire des Touaregs. Il a le soutien du Gouverneur Jonnart. Les tensions entre les colonies françaises sont constantes, en particulier quant aux questions de frontières.
Le 6 mars 1903, il retrouve Charles de Foucauld ; ils découvrent ensemble le Sahara, lors d’une tournée auprès des populations du grand Sud. Les deux saint-cyriens (1876 pour Charles de Foucauld, 1878 pour Laperrine) se connaissent depuis longtemps : ils se sont croisés en 1881 dans le Sud-Oranais, lors de l'insurrection dirigée par le Cheikh Bouamama, avec le 4e chasseurs d'Afrique.
L’un veut gagner les Sahariens à la France, l’autre à la cause du Christ. Peut-être Laperrine s'imagine-t-il que grâce à l'aide du missionnaire et à celle de Moussa ag Amastan, il pourra mettre en place « une confédération targuie du Sahara, sorte de royaume franc du Centre-Afrique, à dominante chrétienne, socle de la colonisation africaine. » C'est oublier que Moussa ag Amastan, bien qu'il ait fait par réalisme le choix de pactiser avec les Français, est un musulman pieux et sincère,, ce qui lui valait d'ailleurs l'estime de Foucauld.
Proche des conceptions de Lyautey, sur ce point, Laperrine fait partie de ceux qui favorisent la relation avec les habitants (les Touaregs), l'appui sur leurs chefs et le respect de leurs usages, plutôt que la répression systématique. Le colonel Lyautey, nommé en septembre 1903 chef de la subdivision d'Aïn Sefra, y devient général (pour commander en 1906 la division d'Oran).
Le 21 janvier 1904 alors que Laperrine est commandant supérieur des oasis sahariennes, son subordonné le capitaine Alexis Métois (1868-1956), chef de l'annexe du Tidikelt, signe avec le chef des Touaregs Kel Ahaggar, l'amenokal Moussa ag Amastan, une sorte de traité qui fixe à celui-ci « les conditions dans lesquelles le Gouvernement français accepte sa collaboration. » Laperrine, supérieur hiérarchique de Métois, interprète ce traité comme une soumission de Moussa ag Amastan et le lui fera comprendre en 1905. Son action au Sahara lui vaudra le surnom de « pacificateur du Sahara. »
Le 1er février 1904 Laperrine rejoint Charles de Foucauld à l'oasis Adrar. Ils cheminent ensemble jusqu'à Timiaouine.
En avril 1904, Laperrine, commandant des Oasis, rejoint à Timiaouine le capitaine Theveniaut du cercle de Gao au Niger, établissant ainsi la liaison entre l'Algérie et le Niger. Laperrine milite auprès des administrations des deux colonies en faveur de frontières souples, favorisant la circulation des tribus touarègues et les accès à l'eau, sous le contrôle de l'armée française.
En juin 1905, le capitaine Dinaux explore l'Ahaggar avec Charles de Foucauld. Dinaux présente Charles de Foucauld à Moussa ag Amastan, à In Ouzel. Le religieux décide de son installation à Tamanrasset.
Le décret du 14 août 1905 réforme l'organisation des Territoires du Sud, créés et délimités au nord par la loi du 24 décembre 1902. Chacun des quatre Territoires est dirigé par un officier supérieur, les services étant sous l'autorité d'un fonctionnaire d'Alger.
Les explorations de Laperrine, souvent à sa seule initiative et contre les ordres reçus de Lyautey irritent fortement ce dernier, qui lui reproche de dégarnir les troupes et de passer trop de temps à des études sans portée militaire (reconnaissance à Taoudeni, 26 mars-28 mai 1906). Ainsi, en 1906, alors que Laperrine est lieutenant-colonel, Lyautey demande à être déchargé du commandement des Oasis.
Parti d'In-Salah en avril 1909, avec quinze méharistes et le lieutenant de Saint-Léger, le colonel Laperrine rejoint Niamey, en ordonnant la création d'un fort à Tin Zaouatine. Il fixe, avec le colonel Venel, les frontières de l'Algérie et de l'A.O.F., par la Convention de Niamey, du 29 juin 1909. Le puits d'In-Guezzam reste en Algérie. Les missions et les territoires d'action des troupes coloniales sont clairement fixés.

### Retour en France et première guerre mondiale
En 1910, Laperrine accompagne l'aménokal Moussa ag Amastan en France dans le cadre de la « Mission Touareg ».
Il prend la tête du 18e régiment de chasseurs à cheval, à Lunéville.
Général de brigade en 1912, il commande la 6e brigade de dragons en 1914, participe aux batailles d'Ypres et de Verdun, en commandant notamment la 46e brigade d'infanterie. Il réalise l’importance de l’automobile et surtout, de l’avion.
La dissidence des Touaregs reprend au Sahara.
Du 6 mars au 14 mai 1916, les Touaregs attaquent et tiennent Djanet, que les Français du commandant Meynier reprennent.
Le 1er décembre 1916, les Touaregs assassinent le Père de Foucauld à Tamanrasset, pillent et saccagent son ermitage. La mort du grand religieux est annoncée le 20 janvier 1917. Son meurtrier, Sermi Ag Thora, alors âgé d'une quinzaine d'années, sera emprisonné et abattu en 1922,.

### Rétablissement de l'ordre au Sahara
En 1917, Laperrine est appelé sur place par le général Lyautey, pour ramener l’ordre : il est désigné comme commandant supérieur des territoires sahariens (décret du 12 janvier 1917). Il s’installe le 2 février 1917 à Ouargla. Il exige que ses officiers parlent parfaitement arabe et montent à dos de chameau.
Les troubles augmentent avec les appels à la guerre sainte des Senoussites (amorcés à Koufra, en 1914) et le soulèvement des Ajjers ; les garnisons sont isolées et insuffisantes. Du 13 décembre 1916 au 3 mars 1917, Kaoucen fait durement le siège d'Agadès, au Soudan. Quatre soldats français, dont le sous-lieutenant Dufau, sont tués et décapités le 28 décembre 1916, le Sultan Tegama exposant leurs têtes devant son palais.
En décembre 1917, le général Nivelle rejoint sa nouvelle affectation en Afrique du Nord : la tête du 19e corps d’armée à Alger, comme commandant des troupes françaises d’Afrique du Nord, fonction qu’il assume jusqu’au 20 janvier 1920 (il sera privé du défilé de la victoire le 14 juillet 1919).
Le 15 décembre 1917, Laperrine identifie la dépouille de Charles de Foucauld, jetée dans le fossé du bordj fatal, pour lui donner une sépulture,.
Laperrine est nommé général de division le 18 avril 1918. Fin 1918, il réalise une dernière boucle d'environ cinq mille kilomètres, en partant d'Ouargla et en y revenant. Au fil des tournées dans le désert et du réchauffement des alliances avec des chefs locaux, l’ordre revient. Fatigué par les dissensions en Algérie, Laperrine envisage sa mise à la retraite : il se voit finir ses jours à Tamanrasset, doté d'un poste de TSF.
Il va trouver la mort durant la première traversée du Sahara en avion (février 1920-mars 1920).

### Mort durant la première traversée du Sahara en avion

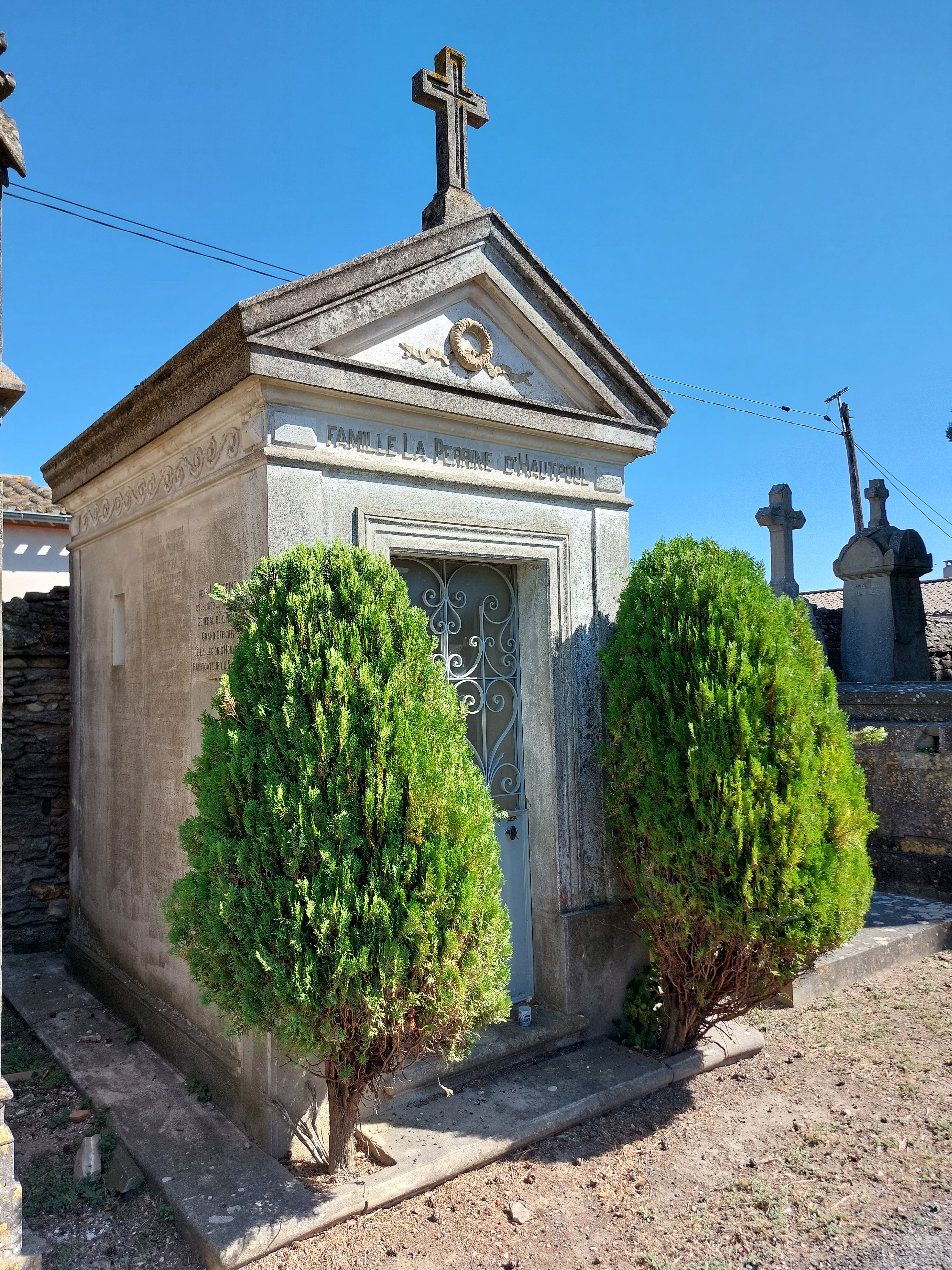
La chapelle où repose le général Laperrine d'Hautpoul située au cimetière Saint-Michel de Carcassonne.

En avril 1919, trois avions Breguet 14 A.2 équipés de moteurs Fiat A12 bis de 300 chevaux réalisent une boucle complète, d’Alger à Alger, en passant par Laghouat, Ouargla et Gabès. Le général Robert Nivelle, commandant en chef des Forces terrestres d’Afrique du Nord, fait partie de l’expédition.
Au deuxième semestre 1919, le commandant (futur général et chef d’état-major de l'Armée de l’air) Joseph Vuillemin prépare un raid aérien pour survoler le Sahara : d’Alger à Tamanrasset, en suivant les pistes ; en poussant peut-être jusqu’à Tombouctou et Dakar.
Le 22 août 1919, le commandement des Territoires sahariens est supprimé ; Laperrine prend le commandement de la division d'Alger. Le Sahara lui est ainsi retiré.
En vue du raid aérien, le capitaine Sollié procède aux analyses cartographiques. En octobre 1919, le lieutenant Grandperrin réalise une mission de reconnaissance pour choisir les terrains d’escales. Ces derniers sont préparés ; ainsi que des postes de TSF.
Le fin janvier 1920, des aviateurs sollicitent Laperrine pour commenter des photographies aériennes du Sahara.
Le 3 février 1920, cinq avions Bréguet 14 aux moteurs de 300 chevaux du 3e groupe d'aviation d'Afrique (GAA) s’envolent du terrain militaire d’Hussein Dey. Nivelle, Vuillemin, l'adjudand Bernard, le lieutenant Jean Dagnaux, le commandant Rolland, le capitaine d'Alleman, le lieutenant Sabatier et l'adjudant mécanicien Faury prennent l'air. En panne, l’appareil du général Nivelle revient rapidement au terrain de départ. Les quatre autres font escale à Biskra. Rappelé inopinément à Paris, nommé au Conseil supérieur de la guerre, le général Nivelle propose à Laperrine de prendre sa place. Laperrine rejoint l’expédition aérienne à Biskra le 6 février 1920. Le 8 février, les avions se posent à In Salah. Retardés par des tempêtes, le 14 février, ils sont à Tamanrasset, où a lieu une grande fête en leur honneur.
Le 18 février, deux avions poursuivent le raid. Celui de Vuillemin décolle, avec le lieutenant observateur Chalus. Dans l’avion piloté par l’adjudant (futur colonel) Alexandre Bernard (1894-1976), le général Laperrine embarque en surnombre en place arrière, sur les genoux du mécanicien Marcel Vaslin. Laperrine donne la navigation au pilote. C’est le survol du Tanezrouft. Cherchant en vain le poste de Tin Zaouatine, l’équipage de Laperrine se pose à court d’essence, en plein désert : l’avion s’enfonce dans le sable et capote. Ils sont désorientés, à huit kilomètres du puits d'Anesbaraka, à une centaine de kilomètres d'In Guezzam. Très loin de leur route initiale.
Laperrine est durement blessé, au thorax et à la clavicule gauche. Les naufragés marchent, plusieurs jours, revenant chaque fois à l’avion détruit, par sécurité. Le général Laperrine tient son carnet de route. La nourriture et l’eau s’épuisent. Laperrine meurt dans le désert, le 5 mars 1920.
Ses deux camarades l’enterrent. Puis sont recueillis, le 14 mars 1920 par un détachement de méharis et de voitures, commandé par le lieutenant Hubert Pruvost, parti le 22 février de Tamanrasset. Ils sont de retour à Tamanrasset le 26 avril suivant. Pour sa part, Vuillemin a réussi sa traversée et s'est posé à Ménaka ; il poursuivra le raid par Tombouctou le 18 mars, jusqu'à Ouakam, le 31 mars 1920. Alger et Dakar sont reliées par avion.
Le corps de Laperrine est ramené à Tamanrasset près de celui du Père de Foucauld où il est inhumé le 26 avril 1920. En 1963, sa dépouille est transportée à Carcassonne (cimetière Saint-Michel) dans la chapelle familiale.
Sorti le 28 mai 1921 le film L'Atlantide rencontre un beau succès et stimule le mythe du Sahara.
En 1925, la traversée aérienne du Sahara est maîtrisée. Alexandre Bernard, devenu lieutenant, refait le parcours mortel, cette fois avec succès en 1931.

## Grades
- 1878 : élève-officier
- 1880 : sous-lieutenant
- : lieutenant
- 1892 : capitaine
- : commandant
- 1904 : lieutenant-colonel
- 1910 : colonel
- 1912 : général de brigade
- 1918 : général de division.

## Distinctions
- Grand officier de la Légion d'honneur (le 1er avril 1917[62])
- Croix de guerre 1914-1918
- Médaille coloniale (avec agrafes Algérie, Soudan, Sénégal, Sahara, AOF)
- Croix de guerre (avec palme)

## Hommages
Durant la période de la colonisation française, son nom est donné au fort situé dans le sud du Sahara, lequel deviendra la ville de Tamanrasset. Un pic porte son nom.
La ville de Djebahia (Ben Haroun, en 1876) portait le nom de Laperrine, à compter du 11 octobre 1920, du temps de la colonisation française.
Une rue d'Alger, près de la rue Michelet, portait le nom du Général Laperrine. La Faculté de médecine d'Alger s'est longtemps appelée "Laperrine".
Son buste figure dans la Salle des Illustres de l'Abbaye-école de Sorèze, depuis le 1er juin 1925.

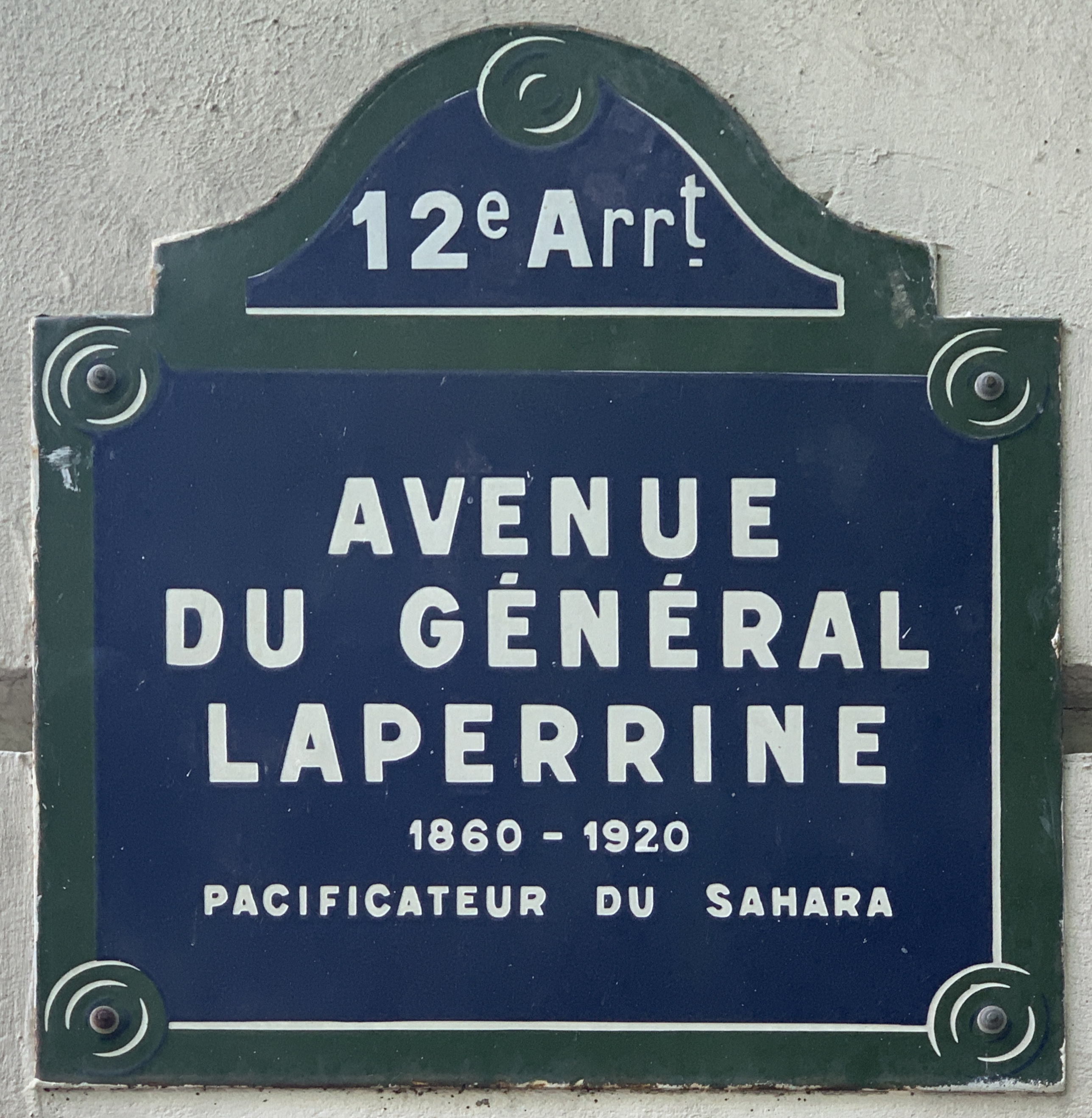
Plaque de rue de la voie parisienne.

 En 1935, l'avenue du Général-Laperrine dans le 12e arrondissement de Paris, près du Musée des colonies, prend son nom en hommage. Une rue de Nice, perpendiculaire au boulevard Gorbella, porte son nom. Une rue et un square à Auxerre portent également le nom du Général Laperrine. Ainsi que des rues à Tourcoing, à Nantes, à Pau, à Caen, à Valence, à Brest ou encore, à Carcassonne et Castelnaudary, sa ville natale.

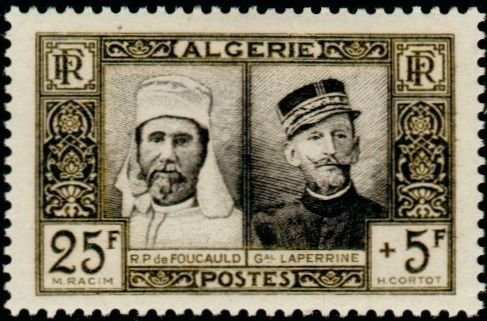
Le timbre de 1950.

En 1950 fut émis en Algérie un timbre rendant un hommage conjoint au père de Foucauld et au général Laperrine.
La 143e promotion de Saint-Cyr (1956-1958) porte également son nom.
Le Musée saharien du Crès conserve le képi et des pièces de l’avion du général Laperrine.
La caserne accueillant le 3e RPIMa située dans le centre-ville de Carcassonne porte son nom.

### Sources et bibliographie
- René Pottier, Laperrine, conquérant pacifique du Sahara, Bibliothèque de l'Institut maritime et colonial, 1943 (lire en ligne).Réédition Nel, 2008.
- Paul Pandolfi, Une correspondance saharienne : Lettres inédites du général Laperrine au Commandant Cauvet (1902-1920), Paris, Karthala, 2006, 418 p. (lire en ligne).
- Capitaine Lehuraux, Les Français au Sahara (ouvrage dédicacé au général Laperrine et à Charles de Foucauld), Alger, Les Territoires du Sud, 1938, 492 p. (lire en ligne).
- Pierre Mannoni, Les Français d'Algérie (lire en ligne).
- Valérie Chébiri, « Mission Touareg », ou le voyage en France de l'Aménokal Moussa ag Amastan, Paris, Éditions Saint-Honoré, 2019 (lire en ligne).